# Œil oudjat

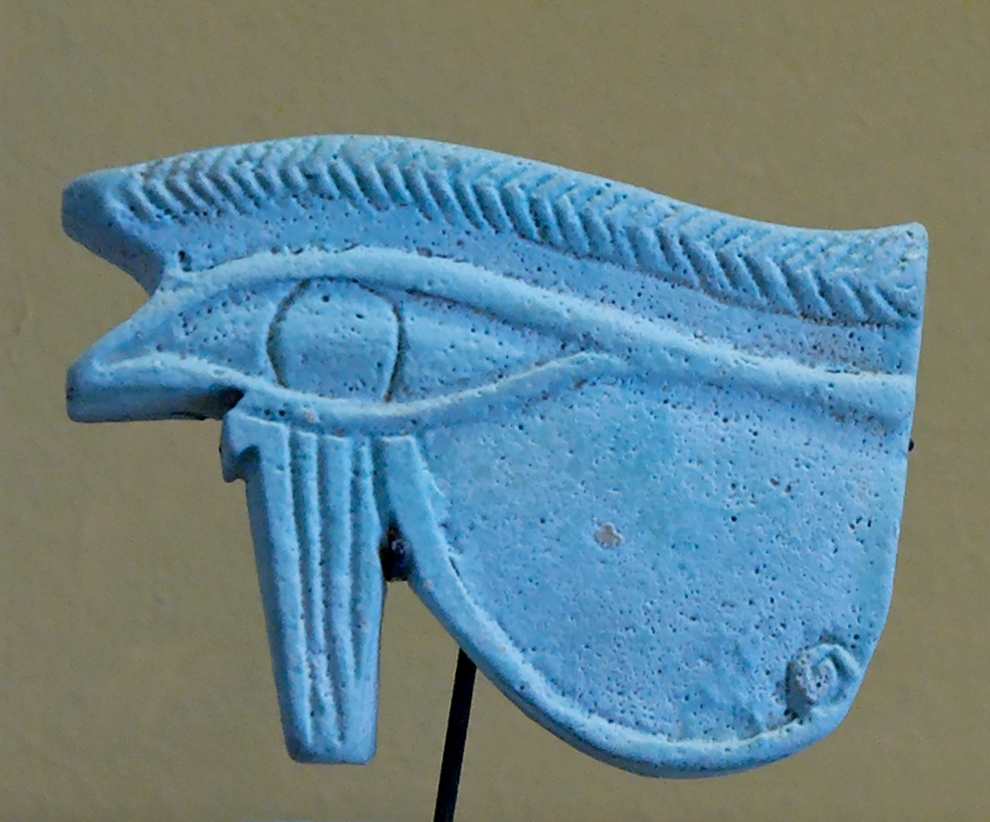
Amulette représentant un oudjat.

Ne doit pas être confondu avec Œil de Rê ou Œil oudjat (hiéroglyphe égyptien D10).
| D10 |

| D10 |

## Origine
En translittération de l'écriture hiéroglyphique, irt signifie « œil » et wḏȝ désigne soit le verbe signifiant « se préserver » soit le nom « protection ». Irt oudjat, ou plus communément oudjat, en transcription signifient donc « œil préservé », l'Œil d'Horus en l'occurrence.
Les égyptologues considèrent généralement que la figuration de l'Œil oudjat est un hybride d'œil humain et d'œil de faucon : elle combine des parties de l'œil humain, conjonctive, pupille et sourcil, avec vraisemblablement les taches en dessous de l'œil du faucon.

## Légende
D'après le mythe, Horus, fils d'Isis et d'Osiris, aurait perdu un œil dans le combat mené contre son oncle Seth pour venger l'assassinat de son père. Au cours du combat, Seth lui arracha l'œil gauche, le découpa (en six morceaux, d'après une version de la légende) et jeta les morceaux dans le Nil. À l'aide d'un filet, Thot repêcha tous les morceaux sauf un. Thot le rajoute et rend donc à Horus son intégrité vitale. En 1927, alors que l'Œil oudjat était encore associé par certains à des fractions (spéculation maintenant démentie), l'égyptologue Alan Henderson Gardiner avait proposé que la somme de ces fractions ne faisant que 63/64, le 1/64 manquant était le lien magique ajouté par Thot pour que l'œil fonctionne.
L'Œil oudjat avait une fonction magique liée à la prophylaxie, à la restauration de la complétude et à la vision de « l'invisible ». Il fut représenté sur les sarcophages et sur les pectoraux. Les innombrables amulettes en forme d'oudjat étaient portées pour se protéger du "mauvais sort". Lors de la momification, les embaumeurs le plaçaient sur les incisions qu'ils avaient pratiquées. L'Œil oudjat était aussi peint sur les proues des bateaux, leur permettant de « voir » et de tenir leur cap. Cette tradition est encore pratiquée autour de la Méditerranée. 

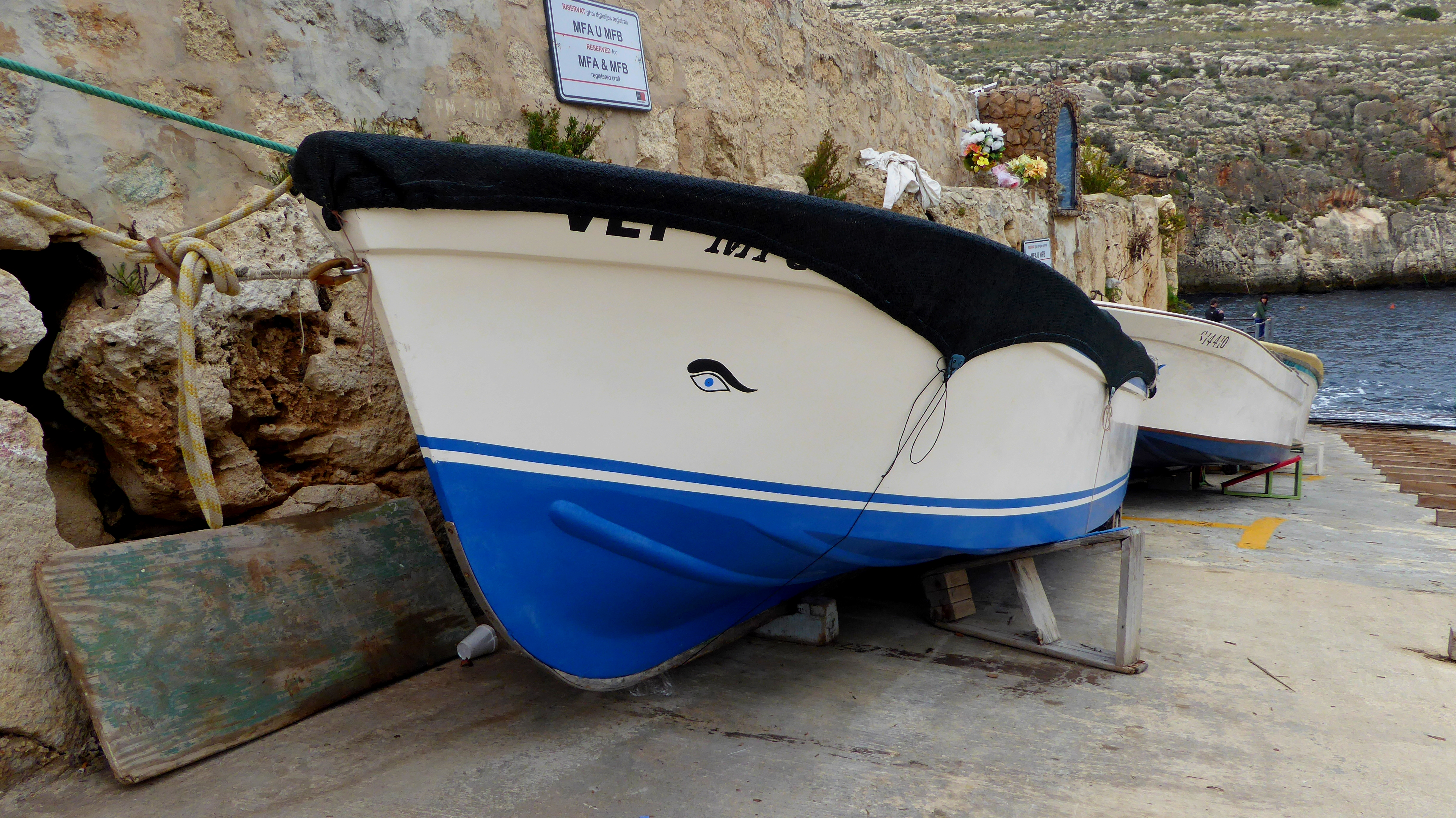
L'« Œil d'Osiris » Maltais.

## Interprétation métrologique
En 1911, à partir de documents du Nouvel Empire, l'égyptologue Georg Möller émit l'hypothèse qu'on pouvait identifier certains signes hiéroglyphiques utilisés pour mesurer des capacités de grain à des parties du signe représentant l'oudjat. Il en déduisait que l'oudjat (signe religieux) était à l'origine de ce système particulier de mesure.
Plus précisément, dans cette conjecture, les parties constituantes de l'oudjat serviraient à écrire les fractions ayant 64 comme dénominateur commun et servant à mesurer les capacités de grain :
| D11 |

| D11 |

| D12 |

| D12 |

| D13 |

| D13 |

| D14 |

| D14 |

| D15 |

| D15 |

| D16 |

| D16 |

L'oudjat (vue de droite à gauche).

L'addition des six fractions, 32/64 + 16/64 + 8/64 + 4/64 + 2/64 + 1/64, donne 63/64, la fraction manquante étant complétée par Thot.
Cette notation était employée pour indiquer les fractions du boisseau, le heqat, mesure de capacité des céréales, valant environ 4,785 litres.
Exemple :
| M34 | M33 | S38 | N29 · t | U9 | D11 | D12 | D15 |
Orge heqat : 1/2 + 1/4 + 1/32 (i. e. 25/32 boisseaux d'orge).
En 1927, cette identification et la thèse associée furent reprises à deux endroits importants :
- dans une des deux éditions du papyrus Rhind, celle due à Arnold Chace, Henry Manning et Raymond Archibald et destinée aux enseignants de mathématiques[7] ;
- avec quelques modifications, dans l'Egyptian Grammar d'Alan Gardiner[3], ouvrage très important pour la langue égyptienne.

L'identification de l'Œil oudjat avec des fractions continua donc à être répétée pendant plusieurs décennies, à partir de ces deux sources, l'une reprise par les mathématiciens et historiens des mathématiques non spécialistes de l'Égypte antique, l'autre par les égyptologues reproduisant les indications de la grammaire de Gardiner. Dès cette période, pourtant, les rares spécialistes des mathématiques de l'Antiquité critiquèrent cette thèse, en particulier Thomas Eric Peet, éditeur de la première édition du papyrus Rhind (qui fait autorité), ou Otto Neugebauer. La découverte de nouvelles sources, dans les années 1960 et 1970, et le renouveau des études sur les mathématiques égyptiennes dans les années 1980, ont permis à Jim Ritter en 2003 d'invalider la thèse. Plus précisément, on a maintenant accès à l'évolution des signes utilisés pour désigner les capacités de grain sur une longue période, et on peut donc montrer qu'ils ne proviennent pas des sous-parties de l'oudjat, et n'y sont pas associés en général.
Que certains Égyptiens aient ou non imaginé d'identifier des signes numériques à des morceaux de l'oudjat, dans un contexte religieux, par exemple, reste en débat ; le texte connu suggérant cette possibilité est très tardif, postérieur à l'ère chrétienne, une période de grande floraison de textes de spéculations mystico-religieux.